# Fred Biletnikoff
Frederick S. Biletnikoff (Erie, Pensilvania, 23 de febrero de 1943), más conocido como Fred Biletnikoff, es un exjugador profesional estadounidense de fútbol americano que se desempeñó en la posición de wide receiver en la American Football League (AFL) y en la National Football League (NFL). Es miembro del Salón de la Fama del Fútbol Americano Profesional.

## Carrera
Biletnikoff jugó como profesional catorce temporadas en Oakland Raiders (1965-1978), después se unió a Montreal Alouettes, donde jugó una temporada (1980), y fue el equipo en el que se retiró.

## Reconocimiento
El 30 de julio de 1988, ingresó como miembro al Salón de la Fama del Fútbol Americano Profesional.